# Świat jest wielki, a zbawienie czai się za rogiem
Świat jest wielki, a zbawienie czai się za rogiem – bułgarsko-niemiecko-węgiersko-słoweński dramat z 2008 roku w reżyserii Stefana Komandarewa. Scenariusz filmu oparty został na motywach wydanej w 1996 autobiograficznej powieści bułgarsko-niemieckiego pisarza Iliji Trojanowa. W 2009 film został wyselekcjonowany jako bułgarski kandydat do nagrody Amerykańskiej Akademii Filmowej, w kategorii najlepszego filmu nieanglojęzycznego, ale nie uzyskał nominacji.
Akcja filmu rozpoczyna się w roku 1980, w małym prowincjonalnym mieście bułgarskim, gdzie mieszka Aleks Wasiljew wraz ze swoimi rodzicami i dziadkami. Funkcjonariusz bułgarskiej służby bezpieczeństwa wywiera coraz większą presję na ojca Aleksa – Wasko, aby ten został donosicielem. Aleks wraz z rodzicami ucieka z kraju do Włoch, a stamtąd do Niemiec. 27 lat później Aleks ulega ciężkiemu wypadkowi, w którym giną jego rodzice, a on sam doświadcza amnezji. Jego dziadek (Bai Dan) pomaga mu odzyskać tożsamość. Do kraju jadą na rowerze-tandemie.
Motywem wiodącym w filmie jest gra w tryktraka, której mistrzami są Bai Dan, jego syn i wnuk.

## Obsada
- Miki Manojlović jako Bai Dan
- Carlo Ljubek jako Aleks Wasiljew
- Christo Mutafczijew jako Wasko
- Ana Papadopulu jako Jana
- Ludmilła Czeszmedżijewa jako Baba Sladka
- Nikołaj Urumow jako Agent
- Wasił Wasilew-Zueka jako Iwo Czikagoto
- Dorka Gryllus jako Maria
- Heinz-Josef Braun jako Dr Schreiber
- Stefan Wyłdobrew jako Stojan
- Erden Alkan
- Georgi Kadurin

## Nagrody
- Zestawienie nagród – lista nagród w bazie IMDb (ang.)